# Detroit Stories
Detroit Stories ist das 21. Soloalbum und das 28. Studioalbum von Alice Cooper. Es erschien am 26. Februar 2021. Das Album enthält neben neuen eigenen Songs auch Coverversionen.

## Hintergrund
Das Album ist eine Hommage an die Anfangsjahre der Alice Cooper Band und an Künstler, die Alice Cooper inspirierten. Auch seine Heimatstadt Detroit wird gewürdigt. Sister Anne ist ein Cover der Band MC5, die ebenfalls aus Detroit stammten.
Die noch lebenden Mitglieder der ehemaligen Alice Cooper Band sind wie bereits auf dem Vorgängeralbum bei mehreren Songs beteiligt, so etwa bei Social Debris. Auch stilistisch erinnern mehrere Songs des Albums an den rauen Sound der Band-Ära.
Das Albumcover zeigt das klassische Cooper-Makeup als Reminiszenz an Batman als Symbol in den Nachthimmel Detroits gestrahlt. Im Hintergrund brennt das Fisher Building.

## Singles
Rock & Roll erschien am 13. November 2020 als Single. Es folgte Our Love Will Change the World am 11. Dezember 2020. Als dritte Single wurde Social Debris am 4. Februar 2021 – Coopers 73. Geburtstag – veröffentlicht.
Hanging On by a Thread (Don’t Give Up) erschien  bereits am 15. Mai 2020. Cooper nimmt Bezug auf die COVID-19-Pandemie, Lockdowns und die psychische Belastung daraus. Er ermutigt die Hörer, die Hoffnung nicht aufzugeben und nennt am Ende des Songs die Telefonnummer der US-Suizid-Präventions-Hotline.

## Titelliste
| Nr. | Titel                                                    | Autor(en)                                              | Länge |
| --- | -------------------------------------------------------- | ------------------------------------------------------ | ----- |
| 1.  | Rock & Roll (The Velvet Underground Cover)               | Lou Reed                                               | 4:43  |
| 2.  | Go Man Go                                                | Alice Cooper, Bob Ezrin, Tommy Henriksen, Wayne Kramer | 2:40  |
| 3.  | Our Love Will Change the World (Outrageous Cherry Cover) | Matthew Smith                                          | 3:39  |
| 4.  | Social Debris                                            | Cooper, Ezrin, Neal Smith                              | 3:05  |
| 5.  | $1000 High Heel Shoes                                    | Cooper, Ezrin, Kramer                                  | 3:29  |
| 6.  | Hail Mary                                                | Cooper, Ezrin, Henriksen                               | 3:15  |
| 7.  | Detroit City 2021                                        | Cooper, Ezrin, Henriksen, Ryan Roxie, Chuck Garric     | 3:20  |
| 8.  | Drunk and in Love                                        | Cooper, Ezrin, Dennis Dunaway                          | 3:52  |
| 9.  | Independence Dave                                        | Cooper, Ezrin, Kramer                                  | 2:57  |
| 10. | I Hate You                                               | Cooper, Ezrin, Dunaway                                 | 2:34  |
| 11. | Wonderful World                                          | Cooper, Ezrin, Henriksen, Tommy Denander               | 3:20  |
| 12. | Sister Anne (MC5 Cover)                                  | Fred Smith                                             | 4:47  |
| 13. | Hanging On by a Thread (Don’t Give Up)                   | Cooper, Ezrin, Henriksen                               | 3:36  |
| 14. | Shut Up and Rock                                         | Cooper, Ezrin, Henriksen, Denander                     | 2:09  |
| 15. | East Side Story (Bob Seger & The Last Heard Cover)       | Bob Seger                                              | 2:52  |

## Mitwirkende
- Johnny Bedanjek – Schlagzeug (Titel 1–3, Titel 5–10, Titel 12, 13 und 15), Begleitgesang (Titel 1)
- Garret Bielaniec – Gitarre (Titel 1–3, Titel 5–10, Titel 12–15)
- Joe Bonamassa – Gitarre (Titel 1 und 8)
- Michael Bruce – Gitarre (Titel 4 und 10), Gesang (Titel 10)
- Alice Cooper – Gesang
- Calico Cooper – Begleitgesang (Titel 1 und 3)
- Sheryl Cooper – Begleitgesang (Titel 1 und 3)
- Tommy Denander – Gitarre (Titel 10 und 14), Keyboard (Titel 10 und 13)
- Dennis Dunaway – Bass (Titel 4 und 10), Gitarre (Titel 10), Gesang (Titel 10)
- Bob Ezrin – Orgel (Titel 1), Perkussion (Titel 1, 2 und 6), Piano (Titel 3), Begleitgesang (Titel 1–3, Titel 6–7, Titel 10, Titel 13–15), Keyboard (Titel 13)
- Mark Farner – Gitarre (Titel 2, 7, 12 und 15), Begleitgesang (Titel 12 und 15)
- Tommy Henriksen – Gitarre (Titel 2–4, Titel 6–7, Titel 9–10), Perkussion (Titel 3, 4 und 10), Begleitgesang (Titel 2–4, Titel 6–7, Titel 9–10, Titel 13–14)
- Steve Hunter – Gitarre (Titel 1), Lead-Gitarre (Titel 13)
- Wayne Kramer – Gitarre (Titel 2–3, Titel 5–7, Titel 9–10, Titel 12–13, und Titel 15), Begleitgesang (Titel 1, 12 und 15)
- Paul Rundolph – Bass (Titel 1–3, Titel 5–10, Titel 12–13, und Titel 15), Begleitgesang (Titel 1, 12 und 15)
- Neal Smith – Schlagzeug (Titel 4 und 10), Gesang (Titel 10)

## Rezeption

### Rezensionen
Das Album erhielt überwiegend positive Kritiken. Cooper und die beteiligten Musiker wirken frisch, man nehme Cooper die 73 Jahre Lebensalter nicht ab.

### Charts und Chartplatzierungen
Detroit Stories erreichte in Deutschland die Chartspitze der Albumcharts und konnte sich eine Woche an ebendieser sowie zwei Wochen in den Top 10 und sieben Wochen in den Top 100 platzieren. Für Cooper ist es das erste Nummer-eins-Album in Deutschland, das fünfte Top-10-Album und 20. Chartalbum. Darüber hinaus erreichte das Album ebenfalls die Chartspitze der deutschen Vinylcharts.
| ChartsChartplatzierungen       | Höchstplatzierung | Wochen |
| ------------------------------ | ----------------- | ------ |
| Deutschland (GfK)              | 1 (7 Wo.)         | 7      |
| Österreich (Ö3)                | 3 (3 Wo.)         | 3      |
| Schweiz (IFPI)                 | 3 (5 Wo.)         | 5      |
| Vereinigtes Königreich (OCC)   | 4 (2 Wo.)         | 2      |
| Vereinigte Staaten (Billboard) | 47 (1 Wo.)        | 1      |